# 스포츠경향
스포츠경향(Sports Kyunghyang)은 대한민국의 신문이다. 스포츠, 연예 등을 전문적으로 다루는 일간지이다.

## 역사
경향신문이 2001년 9월 21일 창간했으나  경기 침체와 신문업계의 불황, 몇몇 스포츠 스타의 부진 등으로 경영 여건이 악화되자 2004년 11월 13일자부터 신문을 발행하지 못하여 그 해 12월 10일 서울중앙지법으로부터 파산 선고를 받아 폐간된 <굿데이> 대신 2005년 1월 4일부터  자매지 <스포츠칸>으로 창간하여 창간 6주년인 2011년 5월 16일부터 현재의 제호명으로   변경하였다.

## 구성
1면부터 12면 ~ 14면은 스포츠 관련 기사가 주를 이루고 이후의 면은 연예, 방송, 오락, 문화, 만화 등을 담고 있다.

## 같이 보기
- 경향신문